# K. Sivert Lindberg
K. Sivert Lindberg, egentligen Karl Sivert Lindberg, född 27 mars 1933 i Engelbrekts församling i Stockholm, död 1 februari 2024 i Råsunda distrikt i Solna kommun var en svensk författare. 
Han var främst känd som poet, men publicerade även en roman, noveller samt en biografi över Andris Blekte.
Vid sidan av författarskapet var Lindberg verksam som gymnasielärare i svenska och tyska, bland annat vid Beskowska skolan och Vasalundsskolan. År 2022 tilldelades han Samfundet De Nios Julpris.